# 李養德
李養德（？—？），號涵初，四川重庆府合州铜梁县人，明朝政治人物。

## 生平
万历四十三年（1615年）乙卯科四川鄉試舉人，四十七年（1619年），登己未科进士。大理寺觀政，天啓元年授工部屯田司主事，二年管易州厂，四年升员外郎，管宝源局，本年升营缮司郎中，五年升衡州知府，留部，加升光禄寺少卿，升光禄寺卿，加升通政使，七年丁憂。加升工部尚书，进太子太保。崇祯二年（1629年）因附魏忠贤，论徒三年，赎为民。崇祯间卒于家。著有《秋英墅诗》十三卷。弟同榜进士李长德。

## 家族
曾祖李璜。祖父李柏，贈知府。父李仕亨，号竹野，由举人官至云南按察使。。万历中令善化，时遭旱疫，捐俸，煮粥施药，力请蠲赈，尤惓惓兴学造士，内擢主政，贫不能治装，民勒石建祠以祀。。后出知思州府，置田赡士，赈恤孤贫，惠爱为多。
孙李之韡，清顺治八年（1651年）四川乡试解元，任绩溪知县。

## 作品
有《秋英墅诗》十三卷。